# Параданта (комарка)
Параданта (исп. Comarca de Paradanta,  галис. Paradanta)  — район (комарка) в Испании, входит в провинцию Понтеведра в составе автономного сообщества Галисия.

## Муниципалитеты
1. Арбо (Понтеведра)
2. Ла-Каньиса
3. Ковело
4. Кресьенте

1. ↑  https://www.ine.es/dynt3/inebase/index.htm?padre=525